# Paraneetroplus guttulatus
Paraneetroplus guttulatus är en fiskart som först beskrevs av Günther, 1864.  Paraneetroplus guttulatus ingår i släktet Paraneetroplus och familjen Cichlidae. Inga underarter finns listade i Catalogue of Life.